# ATP-syntase
ATP-syntase er den almindelige betegnelse for et enzym, der kan danne ATP ud fra ADP og uorganisk fosfat under forbrug af én eller anden form for energi. Den energi findes ofte som protoner, der føres ned langs en elektrokemisk gradient, sådan som det sker i grønkornene og mitokondrierne. Den generelle rækkefølge i processen er sådan:
ADP + Pi → ATP
Disse enzymer er afgørende vigtige i næsten alle organismer, for ATP er cellernes ”energi-møntfod”.
Det antibiotiske stof, oligomycin, har sin virkning ved at hæmme FO enheden i ATP-syntase.

## Struktur og nomenklatur
Man har længe forsket i mitokondriernes F1FO-ATP-syntase.
- FO-delen findes i membranen.
- F1-delen findes oven over membranen.

Nomenklaturen for enzymet har en lang og forvirret historie. F1-fraktionen har sit navn fra udtrykket "Fraktion 1", mens FO, skrevet med det store bogstav "O" (ikke nul), og med sænket skrift, har sit navn fra at være oligomycinets bindingsfraktion.
Hvis man bruger enzymet hos okser som eksempel, har mange af underenhederne alfabetnavne:
- Græske bogstaver: alpha, beta, gamma, delta, epsilon...
- Romerske bogstaver: a, b, c, d, e, f, g, h...

Andre har mere komplicerede navne:
- F6 (af "Fraktion 6")
- OSCP (”oligomycin sensitivity conferral protein”)
- A6L (benævnt efter det gen i mitokondriegenomet, som koder for enheden)
- IF1 (for inhibitory factor 1)

F1-enheden er stor og kan ses i et transmissions-elektronmikroskop, blot det er negativt farvet. Det er enheder på 9 nm i diameter, som er fordelt ud over mitokondriets indre membran. De blev først kaldt elementarenheder, og man mente, at de rummede hele åndingsmekanismen hos mitokondriet, men gennem en lang række eksperimenter kunne Ephraim Racker og hans kolleger (der isolerede F1-enheden for første gang i 1961) vise, at denne enhed har forbindelse til ATPase-aktiviteten hos frie mitokondrier og med ATPase-aktiviteten hos andre underenheder i mitokondrierne. Denne ATPase-aktivitet blev yderligere knyttet til dannelsen af ATP gennem en lang række eksperimenter i mange forskellige laboratorier.

## Mekanismen ”bundet ændring”
I løbet af 1960'erne og 1970'erne udviklede Paul Boyer sit begreb om en ”bundet ændring”- eller flip-flop-mekanisme, som påstod, at ATP-syntesen er forbundet med en samtidig ændring hos ATP-syntase, som igen skyldes en rotation af gammaenheden. John E. Walkers forskergruppe, dengang hos MRC Laboratory of Molecular Biology i Cambridge, men i dag hos MRC Dunn Human Nutrition Unit (ligeledes i Cambridge), krystalliserede F1, det katalytiske sted hos ATP-syntase. Strukturen var på det tidspunkt den største kendte, asymmetriske proteinstruktur, og den viste, at Boyers roterende katalysemodel i store træk var korrekt. Disse opdagelser gav Boyer og Walker hver en kvart Nobelpris i kemi i 1997. Danskeren Jens Christian Skou modtog samme år den resterende halvdel af prisen i kemi for "den første opdagelse af et iontransporterende enzym, Na+, K+-ATPase".
Krystalstrukturen hos F1 viste vekslende alfa- og beta-underenheder (3 af hver), der er ordnet som segmenterne i en appelsin rundt om en asymmetrisk gamma-underenhed. Ifølge den nuværende model for ATP-syntesen (der er kendt som den skiftevise katalytiske model) igangsættes protonbevægelsen gennem den indre membran i mitokondriet med energi fra elektrontransportkæden, og det styrer passagen af protoner gennem membranen via FO-enheden hos ATP-syntase. En del af FO (ringen af ATP-syntase ”C|c-underenheder”) roterer, når protoner passerer gennem membranen. Denne C|c-ring er tæt knyttet til den centrale, asymmetriske stilk (som hovedsageligt består af gamma-underenheden), og den roterer inden i alpha3beta3-underenheden af F1 og bevirker, at de 3 katalytiske nukleotid-bindingssteder gennemgår en serie af form-ændringer, der fører til dannelse af ATP. Under de rette betingelser kan enzymprocessen også gå den modsatte vej, sådan at en nedbrydning af ATP skaber energi til at pumpe protoner gennem membranen.
Processen med ”bundet ændring” er afhængig af det aktive sted hos en β-underenhed, der kredser rundt mellem tre stadier. I den ”åbne” tilstand når ADP og fosfat frem til det aktive sted (dette vises med brun farve i diagrammet til højre). Derpå lukker proteinet sig omkring molekylerne og holder løst på dem – den ”løse” tilstand (vist i rødt). Så undergår enzymet endnu en form-ændring og presser disse molekyler mod hinanden, hvorved det aktive sted går ind i den ”lukkede” tilstand (vist med pink) og binder det nydannede ATP-molekyle. Til slut vender det aktive sted tilbage til den ”åbne” tilstand, frigiver ATP og binder nyt ADP og fosfat, sådan at der er gjort klar til den næste runde af ATP-produktionen.

## Fysiologisk rolle
Ganske som hos andre enzymer kan processen vendes hos F1FO-ATP-syntase. I et miljø med store mængder tilgængeligt ATP skaber stoffet en membrankrydsende protongradient. Det udnytter fermenterende bakterier, der ikke har nogen elektrontransportkæde, og de spalter ATP for at lave denne protongradient, som de bruger i deres flagella og i transport af næringsstoffer ind i cellen.
Hos bakterier, der normalt har ånding, virker ATP-syntase almindeligvis den modsatte vej. Her dannes der ATP under udnyttelse af en protonstrøm, der har elektrontransportkæden som energikilde. Den proces at skabe energi på denne måde kaldes oxidativ fosforylering.
Den samme proces foregår hos mitokondrierne, hvor ATP-syntase er placeret i den indre membran (sådan at F1-delen stikker ind i mitokondriets matrix, hvor ATP-syntesen foregår).

## ATP-syntase hos forskellige organismer

### Planters ATP-syntase
Hos planter findes ATP-syntase også i grønkornene Enzymet er indbygget i tylakoidmembranen, sådan at CF1-delen stikker ind i stroma, hvor de ikke-lysafhængige processer i fotosyntesen (også kaldet Calvin-cyklus) og ATP-syntesen finder sted. Den overordnede struktur og den katalytiske mekanisme hos grønkornenes ATP-syntase er næsten den samme som hos mitokondriernes enzym. Dog skabes protonbevægelsen hos grønkornene ikke ved en elektrontransportkæde, der skyldes ånding, men derimod aktiviteten hos de primære fotosynteseproteiner.

### ATP-syntase hosEscheria coli
Escheria colis ATP-syntase er den enkleste, kendte form for ATP-syntase med kun 8 forskellige typer underenheder.

### ATP-syntase hos gær
Gærs ATP-syntase er en af de bedst beskrevne, eukaryotiske ATP-syntaser, hvor man har identificeret fem F1, otte FO underenheder og syv tilknyttede proteiner De fleste af disse proteiner har homologe enheder hos andre eukaryoter.

## Udvikling af ATP-syntase
Udviklingen af ATP-syntase menes at være et eksempel på modulær evolution, hvor to underenheder med hver deres egen funktion er blevet forbundet med hinanden og har fået en ny virkning. F1-enheden viser en vigtig lighed med hexamere DNA-helikaser, og FOenheden viser nogen lighed med flagellaters H+-drevne bevægelsessystemer.
α3β3 hexameret hos F1enheden viser betydningsfulde, strukturelle ligheder med heksamere DNA-helikaser. Begge danner en ring med 3-dobbelt rotationssymmetri og en central pore. Begge har også funktioner, der bygger på den relative rotation hos et makromolekyle inden i poren. DNA-helikaserne bruger spiralformen hos DNA til at styre deres bevægelse langs DNA-molekylet for at opdage steder med overdreven krølning, mens α3β3-heksameret bruger normale ændringer, fremkaldt af γ-enhedens rotation, for at kunne styre en enzymreaktion.
Den protondrevne FO-enhed viser store, funktionelle ligheder med protonmotorerne hos flagellaters flagellum. Begge steder finder man en ring af mange små alfa-spiral proteiner, som roterer i forhold til stationære proteiner i nærheden ved at bruge en protongradient som energikilde. Det er dog en skrøbelig sammenligning, for den overordnede struktur hos flagellaternes bevægesystem er meget mere komplekst end FO-enheden, og ringen af roterende proteiner er meget større end den hos FOkomplekset, (ca. 30 over for 10, 11 eller 14).
Den modulære evolutionsteori om ATP-syntase opståen foreslår, at disse to underenheder var i stand til at forbinde sig, og at rotationen i FO-enhedens motor kunne drive F1-enhedens ATPase-aktivitet i modsat retning. Denne funktion kunne så udvikle sig til højere effektivtivet, og til sidst til de komplekse ATP-syntaser der findes i dag.
Alternativt kan ATPase-aktiviteten i F1-enheden have fungeret some protonpumpe, der kunne drive  FO-enhedens protonmotor imod déns normale retning. Dette har så senere kunnet udvikle sig, så komplekset kunne udføre den modsatte reaktion, og dermed fungere som ATP-syntase.

### Underenheder af ATP-syntase
1. ATP synthase alpha/beta enhed
2. ATP synthase delta enhed
3. ATP synthase gamma enhed
4. ATP synthase enhed C